# 愛知県道208号上半田川名古屋線
愛知県道208号上半田川名古屋線（あいちけんどう208ごう かみはだがわなごやせん）は、愛知県瀬戸市から同県名古屋市名東区に至る一般県道である。

## 概要

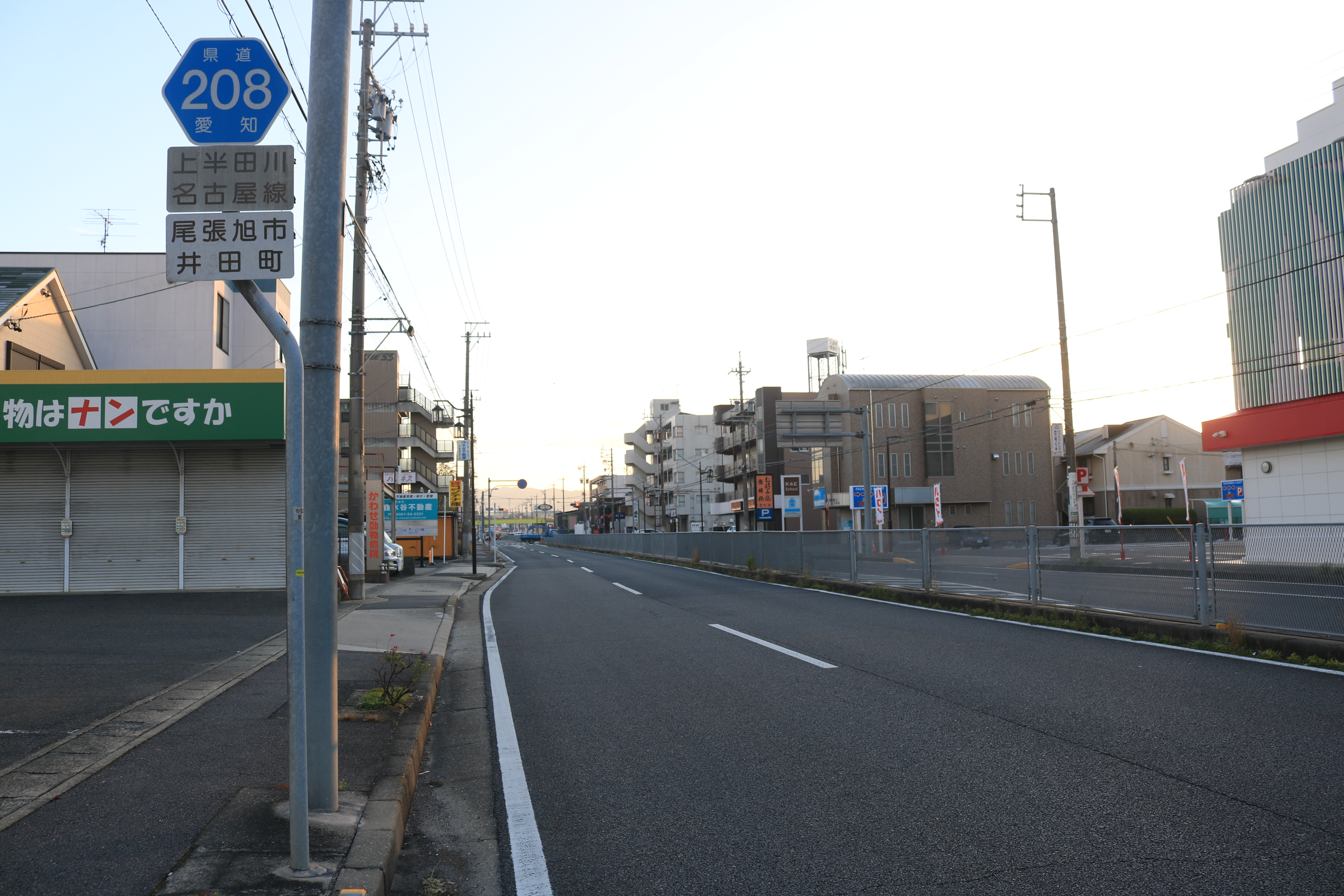
愛知県道208号上半田川名古屋線、尾張旭市井田町

### 路線データ
- 起点：愛知県瀬戸市上半田川町（名古屋学院大学北方）
- 終点：愛知県名古屋市名東区猪子石原

## 沿革
- 1959年12月15日 認定

## 別名
- 旭街道（尾張旭市）
- 山手通り（尾張旭市）

## 地理

### 通過する自治体
- 愛知県
  - 瀬戸市
  - 尾張旭市
  - 名古屋市（守山区 - 名東区）

### 交差する道路
- 国道248号（上半田川口交差点）
- 愛知県道207号定光寺山脇線（穴水橋 - 上水野町交差点間で重複）
- 愛知県道210号中水野品野線（上水野町交差点）
- 国道155号（上松山町交差点）

この間一部一方通行あり
- 愛知県道61号名古屋瀬戸線（瀬戸街道）（共栄通6丁目交差点 - 共栄通7丁目交差点間で重複）
- 国道363号（瀬港線）（長根交差点 - 西原町2丁目交差点間で重複）
- 愛知県道22号瀬戸環状線 （西原町2丁目交差点）
- 愛知県道75号春日井長久手線（森林公園通り）（井田町交差点）
- 愛知県道214号松本名古屋線（山手通り）（東山町1丁目交差点 - 尾張旭市西山町地内で重複）
- 愛知県道59号名古屋中環状線（守山区向台地内で重複）
- 国道302号（名古屋環状2号線）（名東区引山地内で交差）
- 愛知県道215号田籾名古屋線（出来町通）（終点：名東区猪子石原交差点東方）

## 沿線

### 瀬戸市
- 名古屋学院大学
- 瀬戸市民公園
- 名鉄瀬戸線 新瀬戸駅
- 愛知環状鉄道・愛知環状鉄道線 瀬戸市駅
- 名鉄瀬戸線 水野駅
- 西友瀬戸店

### 尾張旭市
- 三菱電機 名古屋製作所旭工場
- 矢田川（印場橋）
- リンナイ 尾張旭工場

### 名古屋市守山区
- 名古屋市立森孝西小学校

### 名古屋市名東区
- ナフコ不二屋引山店
- 引山バスターミナル[1]
- イオン（旧ダイエー）名古屋東店